# Meprobamát
Meprobamát (též meprobamat, prodáván také pod obchodními názvy Miltown, Equanil a Meprospan) je karbamátový derivát používaný jako anxiolytikum. Určitou dobu byl nejprodávanějším trankvilizérem, byl však z podstatné části nahrazen benzodiazepiny.

## Farmakologie
Ačkoli byl prodáván jako bezpečnější, má meprobamát většinu farmakologických účinků a rizik jako barbituráty (i když je při účinných dávkách méně sedativní). Byl hlášena přítomnost určitých antikonvulzivních vlastností proti komplexnímu parciálnímu záchvatu, ale meprobamát může vyprovokovat generalizované tonicko-klonické záchvaty.
Mechanismus účinku meprobamátu není znám. Ve studiích prováděných na zvířatech se projevovaly účinky na více místech centrálního nervového systému, včetně thalamu a limbického systému. Meprobamát se váže na GABAA receptory, které přerušují neuronovou komunikaci v retikulární formaci a spinálním vlákně, což vede k sedaci a změněnému vnímání bolesti.
Mezi příbuzné látky patří karisoprodol (proléčivo meprobamatu) a tybamát.

## Indikace
Meprobamát je schválen pro krátkodobé potlačení úzkosti, není ovšem známo, zda jsou údajné anxiolytické účinky oddělitelné od účinků sedativních. Účinnost meprobamátu jako selektivního prostředku pro léčbu úzkosti nebyla u lidí prokázána a meprobámat není pro tento účel používán tak často jako benzodiazepiny.
Meprobamát je dostupný k orálnímu podávání jako tablety s obsahem 200 a 400 mg. Je též součástí kombinovaného přípravku Equagesic (ve Velké Británii bylo používání ukončeno v roce 2002), používaného jako myorelaxans.

## Předávkování
Mezi příznaky předávkování meprobamátem patří ospalost, otupělost, netečnost až bezvědomí, ztráta svalové kontroly, poruchy až zástava dechu, šok. Smrt byla hlášena již po požití 12 g meprobamátu, přežití při až 40 g. Při předávkování mohou tablety meprobamátu tvořit v žaludku bezoáry, které vyžadují fyzické odstranění této nerozpuštěné hmoty endoskopem. Proto lze uvažovat o indikaci aktivního uhlí i po 4 a více hodinách, anebo pokud úroveň látky stoupá.

## Klasifikace
Meprobamát je podle Úmluvy o psychotropních látkách zařazen do Seznamu IV.